# El Brull (kommun)
El Brull är en kommun i Spanien.   Den ligger i provinsen Província de Barcelona och regionen Katalonien, i den östra delen av landet, 500 km öster om huvudstaden Madrid. Antalet invånare är 261. Arean är 41 kvadratkilometer. El Brull gränsar till Balenyà, Aiguafreda, Seva, Viladrau, Montseny och Tagamanent. 
Terrängen i El Brull är kuperad.